# Burstall (Suffolk)
Pour les articles homonymes, voir Burstall.
Burstall est une localité d’Angleterre, au Royaume-Uni, située dans le district de Babergh, comté du Suffolk.